# Општина Барбулешти (Јаломица)
Барбулешти (рум. Bărbuleşti) општина је у Румунији у округу Јаломица.
Oпштина се налази на надморској висини од 51 m.

## Становништво

### Хронологија
| Година       | 2006 | 2007 | 2008 | 2009 | 2010 | 2011 | 2012 | 2013 | 2014 | 2015 | 2016 | 2017 |
| ------------ | ---- | ---- | ---- | ---- | ---- | ---- | ---- | ---- | ---- | ---- | ---- | ---- |
| Становништво | 4771 | 4995 | 5247 | 5609 | 5911 | 6214 | 6428 | 6628 | 6772 | 6937 | 7076 | 7191 |